# Matilda Mother
Pistes de The Piper at the Gates of Dawn
Lucifer Sam Flaming
Matilda Mother est une chanson du groupe anglais Pink Floyd, parue en 1967 sur leur premier album, The Piper at the Gates of Dawn.

## Genèse et analyse des paroles
Écrite par Syd Barrett, d'une perspective surréaliste, la chanson est essentiellement un conte de fées qui est lu à un enfant par sa mère. Elle est considérée comme une de ses premières chansons, composée à la guitare acoustique dès 1963 à Cambridge. Dans sa première version, certains couplets étaient directement tirés de poèmes issus des Cautionary Tales for Children,,un recueil de textes parodiques écrit par Hilaire Belloc pour mettre en garde les enfants dissipés contre les dangers de leurs propres bêtises.
La transgression des règles est le thème central des Cautionary Tales. Par le destin cruel, disproportionné et décalé assigné à ses personnages, les écrits de Belloc se rapprochent plus de l'humour noir que du texte moralisant. Ce qui ne pouvait que séduire un esprit indépendant comme celui de Syd Barrett pour qui «les règles étaient faites pour être brisées.»
Les emprunts littéraires sont clairement assumés dans la première version de la chanson qui comporte pas moins de trois couplets formés d'extraits littéralement issus de trois poèmes intitulés “Jim: Who ran away from his Nurse, and was eaten by a Lion”, “Henry King: Who chewed bits of string, and was early cut off in Dreadful agonies” et “Matilda: Who told Lies, and was Burned to Death".
En 1967, au moment de l'enregistrement de l'album en studio, les ayants droit de Belloc, sollicités par le producteur Peter Jenner, ont refusé que le groupe utilise le texte original. Syd Barrett a donc été contraint d'écrire ses propres paroles mais a conservé la métrique en octosyllabes du poème sur les trois couplets. Le premier vers de la chanson, «There was a king who ruled the land» provient d'une comptine publiée pour la première fois en 1872 «When Good King Arthur Ruled this Land». Le reste des paroles lui est entièrement attribué et illustre sa capacité à composer rapidement afin de pouvoir réenregistrer une version autorisée en studio.

Pour Julian Palacios, son écriture est étroitement liée à ses lectures d'enfance :  
«From nursery rhymes, Barrett adopted his curious phrasing, rhyming and meter, cadence and intonation. Interplay between words and melody  in nursery rhymes made a profound impression at a tender age.»
«Des comptines, Barrett adopta leur curieux phrasé, les rimes et la métrique, la cadence et l'intonation. L'interaction entre les mots et la mélodie dans les comptines lui fit une profonde impression dès son plus jeune âge.»
Il se réapproprie les œuvres de la littérature enfantine anglaise en créant un surprenant texte à deux voix où s'opposent l'univers imaginaire des contes merveilleux et la réalité de l'enfance. Une mère lit une histoire et son enfant l'implore de continuer à lire ce qu'il perçoit comme des gribouillis noirs (scribbly black) sur les pages - car il ne sait pas encore lire. Matilda Mother évoque les souvenirs d'enfance des instants si particuliers que représente la lecture des contes le soir avant de s'endormir. Bill Kopp dans son livre Reinventing Pink Floyd y perçoit aussi une fragilité enfantine que chacun peut entendre dans le vers « Why'd'ya have to leave me there, Hanging in my infant air » : 
« Close harmony vocals from Barrett and Wright add a dreamlike ambience to a song that already makes explicit mention of « wandering and dreaming ». Barrett's lyrics  combine idyllic images of childwood -  fables of ancient kings - with something vaguely more sinister and foreboding: the fear and loneliness of perceived abandonment.»
« Les voix en harmonie de Barrett et Wright ajoutent une ambiance onirique à une chanson qui fait déjà explicitement référence à «l'errance et au rêve». Les paroles de Barrett combinent des images idylliques de fables enfantines de rois antiques avec quelque chose de plus sinistre et d'inquiétant: la peur et la solitude d'un abandon pressenti.» 
Mais Syd Barrett prévient son auditeur, les mots ont une signification différente et le sens de la chanson s'en trouve transformé passant de l'évocation de l'enfance à celle des sensations ressenties lors de l'expérience lysergique. Le texte prend ainsi sa dimension psychédélique et annonce la flamboyante expérience de conscience modifiée que dépeint Flaming morceau suivant sur l'album.
Rob Chapman souligne cette dualité citant : 
« the ambiguous  «wondering and dreaming, the words had different meaning», which leaves the listener  pondering wether Syd  means that the words had different meaning  when he was a child, or different meaning when tranformed by the sensory bombardment of LSD.»
«L'ambigu «Wandering and dreaming » (errant et rêvant) qui laisse celui qui l'écoute s'interroger pour comprendre si Syd veut dire que les mots avaient  un sens différent  lorsqu'il  était enfant ou bien quand ceux-ci se trouvaient  métamorphosés par le bombardement sensoriel dû au LSD.»

## Analyse musicale
La chanson est chantée la plupart du temps par Rick Wright, avec Syd Barrett se joignant au dernier vers et au dernier couplet.
Le morceau commence par un interlude durant laquelle la basse, accompagnée de l'orgue, joue des doubles cordes. Roger Waters joue de manière répétitive un si sur la 16e frette de la corde en sol en faisant varier la note de ré vers fa dièse sur la corde en ré. La guitare intervient ensuite avec des accords autour du si mineur. L'orgue poursuit avec un solo basé sur une gamme indienne. La chanson finit avec un blues en mi majeur sur un rythme de valse et un accompagnement vocal de Wright et Barrett.
Il existe une autre version plus longue remixée en 2010 avec les paroles d'origine issues de l'œuvre de Belloc, qui est sortie dans le coffret The Early Years 1965-1972.

## Enregistrements et performances en concert
Alors que les Beatles terminent l'enregistrement de Sgt. Pepper's Lonely Hearts Club Band, dans le Studio Deux d'Abbey Road, le 21 février 1967, Pink Floyd intègre le Studio Trois en tant que groupe professionnel. Première chanson enregistrée pour l'album The Piper at the Gates of Dawn, Matilda Mother a nécessité six prises puis le mixage final a été réalisé en juin ainsi que l'ajout de la coda à la demande des ingénieurs du son Norman Smith et Peter Bown,,.
Cependant, une fois la chanson enregistrée, il a fallu écrire de nouvelles paroles en raison des droits d'auteur avec les ayants droit de Belloc. Par conséquent, la piste de base est mixée sans la voix sur la piste de droite en mono, tandis que le chant est doublé sur les autres pistes, et un montage (pas très bien réussi) est effectué entre le pont instrumental et le dernier couplet.
Rallongée d'improvisations sur le pont ou la coda, elle fut jouée régulièrement en live dès les premiers concerts en 1966 comme l'atteste une rare setlist du concert au All Saints Church Hall de Londres du 14 octobre 1966.
A l'occasion d'un tournage pour le documentaire It's So Far Out, it's Straight Down présentant la nouvelle scène underground londonienne, un court extrait de la chanson jouée en concert à l'UFO Club en janvier 1967 peut être entendu avec les paroles d'origine et l'expression «Oh what a drag, caught in a bag» à la place du vers « Oh Mother tell me more ».
D'autres archives sonores témoignent de la vitalité du groupe et de ses capacités à jouer en concert des titres pas encore perfectionnés et affinés en studio. La chanson apparaît ainsi sur le programme du fameux concert Games for May, le 12 mai 1967 au cours duquel environ 1000 personnes ont découvert des jeux de lumière et un son en quadriphonie diffusé grâce à la technique de l'Azimuth Coordinator.
Le 10 septembre 1967, au jazz club 《The Golden Circle》 à Stockholm, pour ce qui représente le premier concert entièrement enregistré du groupe, la chanson est jouée dans une version plus longue, plus brute avec une batterie bien présente et des sons stridents. Même si les conditions d’enregistrement ne permettent pas d'entendre correctement les paroles, on distingue qu'il s'agit de la version écrite par Syd Barrett. Trois jours plus tard, elle fait aussi l'objet d'un enregistrement réalisé par un DJ lors du concert au "Starclub" de Copenhague où elle exécutée à « un volume effrayant » et avec des effets de pédale wah wah  dans une version déchaînée où l'on discerne nettement les paroles.
Dans une version plus travaillée grâce à la technique de l'overdub proposée par le studio de la BBC situé dans le Playhouse Theatre à Londres, Matilda Mother est diffusée dans l'émission Top Gear diffusée le 1er octobre 1967 pour la première session radiophonique de John Peel. 
En 2007, à l'occasion du 40ème anniversaire de la sortie de leur premier album, Pink Floyd, ayant acquis les droits de reproduction de l’œuvre de Belloc, a intégré la version originale présentée en tant que « version alternative ». En 2010, elle est publiée dans l'album An Introduction to Syd Barrett produit par David Gilmour dans une version remixée qui se termine par un outro composé d'une courte improvisation à la guitare et au clavier. Cette même version se retrouve dans le coffret Pink Floyd The Early Years 1965-1967 Cambridge St/ation sorti à l'occasion du 50e anniversaire dans une version de 4 min 01 s.

## Personnel
- Syd Barrett : chant, guitare
- Nick Mason : batterie
- Roger Waters : basse, chœurs
- Richard Wright : chant, orgue, piano

## Liens
- Site officiel de Pink Floyd